# Det røde kapel
|  | Denne artikel er oprettet af botten PalnaBot ud fra en ekstern database. Den kan derfor have sproglige fejl eller mangler. Denne skabelon kan fjernes efter kontrol af indholdet. |

Det røde kapel er en film instrueret af Mads Brügger.

## Handling
'Rote Kapelle' var en kommunistisk spioncelle, der opererede i Nazityskland, og referencen er ikke til at tage fejl af, når man ser teatertruppen 'Det røde kapel' folde sit repertoire ud i Mads Brüggers film at samme navn. Her får vi svaret på, hvad der sker, når to skandinavisk-koreanske komikere rejser til Nordkorea for opføre absurd teater. I denne spritnye film-udgave af tv-eksperimentet 'Det røde kapel', der får sin premiere på CPH:DOX, tager Mads Brügger tilskueren med på en rejse ind i det lukkede, nordkoreanske diktatur, hvor genreal Kim Jong Il regerer de godt 23 millioner indbyggere med jernhånd. Sult, brudte menneskerettigheder og - i følge FN - misbrug og drab af handicappede børn er blot en del af landets historie. Ind i dette inferno af undertrykkelse og censur rejser komikeren Simon Jul og hans makker Jacob Nossel, der som 18 årig og handicappet lige er trådt ind i stand-up'ens rampelys. Rejsen bliver et gensyn med en fjern verden for Simon og Jakob, der begge er adopteret fra Korea, men som ikke har besøgt landet siden de blev bragt til Danmark som nyfødte. Filmen beskriver det underholdende og ofte bizarre møde mellem de nordkoreanske værter og teatertruppen fra 'Det Røde Kapel' og er et unikt Østen-møder-Vesten-møder-Østen-studie af alternativ kulturudveksling i en moderne verden.